# Máramarossziget–aknaszlatinai Tisza-híd
A Máramarossziget–aknaszlatinai Tisza-híd egy közúti híd a Tisza fölött, mely a máramaros megyei (Románia) Máramarosszigetet köti össze a kárpátaljai (Ukrajna) Aknaszlatinával. Közúti határátkelőhely. A fából épült híd egynyomú, csak személygépkocsival való közlekedésre alkalmas (3,5 tonnás össztömegkorlátozású).

## Története
Az eredetileg 1892-ben épült acélhidat 1919-ben egy nagy árvíz megrongálta. A két világháború között csak egy kötélhíd kötötte össze a két partot. 1941-ben, amikor a második bécsi döntés nyomán mindkét part újra Magyarország része lett, a csonka hidat felújították, azonban a második világháborúban lerombolták. 2001–2002-ben ugyan újjáépült, de csak alkalmanként nyitották meg; végül 2007-ben létesült állandó határátkelő.
2022-ben az orosz invázió elől menekülő ukránok miatt jelentősen megnőtt a híd gyalogos- és gépjárműforgalma: az év során naponta több száz ukrán állampolgár lépte át itt a határt. 2022. szeptemberi vizsgálatok szerint ugyanakkor a híd állapota leromlott: a folyó változó medre is kikezdte, de a kötőrudak újrafeszítése és a járdák rekonstrukciója is szükségessé vált. A helyreállításhoz szükséges 22 millió lej biztosítása érdekében Máramarossziget önkormányzata a román kormányhoz fordult.